# La Isabela
La Isabela, naselje koje je na svom drugom putovanju u Ameriku 1493. godine dao podignuti Kristofor Kolumbo. Nalazi se u provinciji Puerto Plata  u današnjoj Dominikanskoj Republici. Nazvano je po kraljici Izabeli I. Kastiljskoj. Podignuto je neposredno nakon što su prvu europsku koloniju u Novom svijetu La Navidad potpuno uništili domoroci predvođeni kasikom Caonaboom. La Isabela je podignuta u želji za traženjem plemenitih kovina. Nakon što je nešto zlata pronađeno, Kolumbo je dao porobiti domoroce. Novo naselje bilo je pogođeno dvama sjevernoatlantskim uraganima, 1494. i 1495. godine. Glad i bolesti uskoro su dovele do pobuna, razočarenja i kazni. Dio kolonista se htio potajno vratiti u Španjolsku. La Isabela gdje je podignuta prva crkva u Novom svijetu jedva se održala do 1496., kad ju je Kolumbo odlučio napustiti u korist novog naselja, današnjeg Santo Dominga.

## Povijest kolonije
Kolonisti su izgradili kuće, drvarnicu, rimokatoličku crkvu i veliku kuću za Kolumba. On je iz Španjolske doveo više od tisuću ljudi: mornare, vojnike, tesare, zidare, svećenike, plemiće itd. U Novi svijet su dovedeni konji, domaće svinje, pšenica, šećerna trska i pištolji. Nehotice su doneseni i štakori i bakterije. Naselje je zauzelo više od dva hektara. U ožujku 1494. Kolumbo je s domorocima u planinama Hispaniole počeo tražiti zlato. Manje količine su i pronađene. U lipnju 1495. uragan je pogodio otok. Domoroci su se povukli u planine, dok su Španjolci ostali u koloniji. Potopljeno je nekoliko brodova, a mulj iz rijeka podigao je razinu mora. U otočnim špiljama gdje su se možda domoroci skrili sačuvani su prikazi biljaka, životinja, ljudi, bradatih lica i jedrenjaka.
U novim ekspedicijama nađene su velike količine zlata. To je dovelo do porobljavanja najmanje 1.600 domorodaca Taíno. Mnogi su odvedeni u Španjolsku kao robovi, dok su ostali bili prisiljeni mukotrpno raditi na iskopavanju zlata i kasnije na plantažama (encomiendas). Nametnut je porez svim domorocima starijim od četrnaest godina. Morali su donijeti propisanu količinu zlata. Tada počinje tragedija američkih domorodaca. Kolumbo je zarobljavao domoroce i tražio zlato. Mnogi su umrli na brodu. U pokrajini Cicao na Haitiju, gdje su on i njegovi ljudi mislili da postoje golema zlatna polja, naredili su svim domorocima svako tri mjeseca donijeti određenu količinu zlata za što bi dobili bakrena obilježja. Onima koji nemaju bakrenog znaka odsijecali su ruke i iskrvarili bi do smrti. Domoroci su dobili nemoguć zadatak jer je jedino zlato na tom području bio zlatni prah iz potoka. Stoga su izvršavali samoubojstva otrovom od kasave, ubijali dojenčad kako bi ih spasili od Španjolaca te bježali i obično bili uhićeni uz pomoć pasa. U dvije godine je iz navedenih razloga umrla polovina od 250.000 domorodaca. Kada je postalo jasno kako zlata više nema, domoroce se prisiljavalo divljačkim ritmom raditi na imanjima (encomiendas). Do 1515. ostalo je možda 50.000 domorodaca, 1550. 500-tinjak, a izvješće iz 1650. pokazuje kako nijedan od prvobitnih Aravačana i njihovih potomaka nije ostao na otoku.
Samo naselje La Isabela nije zaživjelo. Kolonisti su živjeli hraneći se malim količinama pšenice, slanine i graha. Postali su gladni i očajni. Masovno su umirali od skorbuta i gripe. Naselje je do 1498. posve napušteno, a Kolumbo se oštećena ugleda vratio u Španjolsku. Domoroci su prošli još gore. Ubojstva, ropstvo i bolesti zbrisali su ih unutar jednog naraštaja, iako je prvi susret s njima bio miroljubiv i Kolumbo ih je na prvom putovanju opisao kao najdobrodušnije ljude na svijetu.